# Далматика
Далматика (від римської провінції Далмація) — деталь літургійного одягу католицького клірика. Верхня розшита риза. Головний літургічний одяг католицьких дияконів. Зовні схожа з казулою — головним літургійним одягом католицького священника і єпископа — але має рукави. Колір змінюється залежно від свят. У найурочистіші свята єпископи носять далматики під казулою.